# Jakub Stosur
Jakub Stosur (ur. 20 lipca 1877 w Świdniku, zm. 5 maja 1975 w Brzesku) – polski ksiądz katolicki, wieloletni proboszcz (1926-1969) parafii Najświętszej Maryi Panny Matki Kościoła i św. Jakuba Apostoła w Brzesku i dziekan brzeski.

## Życiorys
Urodził się 20 lipca 1877 roku w Świdniku, syn Marcina i Marii z Koseckich. W 1907 roku ukończył C.K. Gimnazjum wyższe w Nowym Sączu i podjął naukę w Wyższym Seminarium Duchownym. W 1911 roku przyjął święcenia kapłańskie z rąk biskupa Leona Wałęgi. Początkowo był wikariuszem w Limanowej (1911–1913) a następnie w Lubzinie (1913–1917). 20 lipca 1917 roku został mianowany dyrektorem szkoły św. Kunegundy i kapelanem klarysek w Starym Sączu. W 1925 roku otrzymał expositorium canonicale. W latach 1925–1926 był pierwszym proboszczem nowo erygowanej Parafii Świętego Jana Chrzciciela w Kupnie, gdzie dokończył budowę kościoła i wybudował plebanię.
26 października 1926 roku został proboszczem parafii Najświętszej Maryi Panny Matki Kościoła i św. Jakuba Apostoła w Brzesku. Jako proboszcz pożyczył wspólnocie brzeskich żydów kwotę 60 000 złotych na budowę bożnicy na rogu ulic Asnyka i Wyszyńskiego w Brzesku. W 1934 roku za pomoc ofiarną powodzi został odznaczony Złotym Krzyżem Zasługi. W 1938 roku został dziekanem dekanatu brzeskiego, a w 1949 roku kanonikiem honorowym kapituły tarnowskiej. 24 stycznia 1954 roku wystąpił do kurii biskupiej o uznanie kościoła MB Częstochowskiej w Parafii Matki Bożej Częstochowskiej w Słotwinie za sanktuarium. W 1966 roku z uwagi na podeszły wiek zrzekł się funkcji dziekana, a w 1969 roku przeszedł na emeryturę, zostając tymczasowym administratorem parafii.

## Współpraca z UB
W 1949 roku został zwerbowany do współpracy z Urzędem Bezpieczeństwa, jako tajny współpracownik pseudonim Artur i Omikron, którą to współpracę prowadził do 1967 roku.